# 贝尔格莱德号驱逐舰
贝尔格莱德号是20世纪30年代后期南斯拉夫王家海军建造的驱逐舰，也是同名级别驱逐舰首舰，原计划加入杜布罗夫尼克号向导舰为首的海军中队。贝尔格莱德号1939年4月服役，配有四门120毫米舰炮，最高航速35节（每小时65公里）。
以納粹德國为首的轴心国1941年4月悍然入侵，南斯拉夫卷入第二次世界大战，贝尔格莱德号在空袭受损，随后落入意大利人之手并更名塞贝尼科号。经过改装，她于1941年8月至1943年9月在義大利皇家海軍参与大量行动，完成上百次地中海護航任务，其中绝大多数都是往返意大利、爱琴海、北非。1943年9月義大利與盟國停戰，她又被德国海军俘获并改名TA43号。德军加强她的防空火力，编入第9鱼雷艇区舰队在北亚得里亚海护航和布雷。1945年4月30日或5月1日，TA43号在的里雅斯特沉没或凿沉；1946年6月估计为排除航海隐患打捞上岸，再于1946年7月或1947年凿沉。

## 背景
南斯拉夫王家海军（Kraljevska mornarica）20世纪30年代初推行向导舰（Flotilla leader）理念，计划建造类似第一次世界大战英國皇家海軍V及W级驱逐舰（V and W-class destroyer）的大型驱逐舰。法國海軍计划在战间期用三艘大型驱逐舰组成半个区舰队，或每艘向导舰联合多艘中小型驱逐舰共同行动。南斯拉夫王家海军决定建造三艘向导舰，需同时满足高速航行与长久续航的需要。续航需求表明南斯拉夫打算把舰队部署到地中海中部，以便同法国和英国军舰合作。杜布罗夫尼克号驱逐舰（Dubrovnik）便是如此背景下在1930至1931年建成，但大萧条在该舰订造后不久爆发，原计划打造的其余两艘无限期推迟。南斯拉夫王家海军计划由杜布罗夫尼克号带领中小型驱逐舰行动，并在1934年决定订造三艘，加入杜布罗夫尼克号为首的海军中队。

## 参数与建设
贝尔格莱德级驱逐舰（Beograd-class destroyer）源自法国设计，首舰“贝尔格莱德号”在法国南特卢瓦尔造船厂（Ateliers et Chantiers de la Loire）建造。舰体全长98米，全宽9.45米，标准吃水深度3.18米，标准排水量1210吨，满载排水量1655吨。舰上配备145名官兵，用柯蒂斯蒸汽渦輪發動機结合三台雅罗水管锅炉生成的蒸汽带动两个螺旋槳。涡轮机功率3至3.3万千瓦，设计最高航速38至39节（每小时70至72公里），但实际最高航速只能达到35节（每小时65公里）。贝尔格莱德号携带120吨燃油，可巡航一千海里（约1852公里）。
贝尔格莱德号主火力由装在背負式砲塔上的四门斯柯达120毫米L/46舰炮组成，两门位于上层建筑舰艏，两门舰尾且均有炮盾保护。舰体第二火力是舰尾遮蔽甲板两侧炮台各配一门双联装斯柯达40毫米高射炮，另有两门三联装550毫米鱼雷管和两挺机枪，贝尔格莱德号建成后可携带30枚水雷，火控系统由荷兰哈兹梅尔（Hazemeyer）公司提供。贝尔格莱德号1936年铺设龙骨，1937年12月23日下水，1939年4月28日交付南斯拉夫王家海军。

## 服役史

### 南斯拉夫
贝尔格莱德号交付不到一个月就携带南斯拉夫大部分黃金儲備（7344块金锭）前往英格兰，存入英格兰银行保管。以納粹德國为首的轴心国1941年4月悍然入侵，南斯拉夫卷入第二次世界大战。贝尔格莱德号与姊妹舰划入科托尔湾的第1鱼雷中队。为防意大利在達爾馬提亞沿海的扎拉建立桥头堡，贝尔格莱德号与四艘250吨级鱼雷艇（250t-class torpedo boat）、六艘魚雷快艇派往扎拉以南80公里的希贝尼克准备进攻。根据计划，贝尔格莱德号等海军舰艇与南斯拉夫王家陆军（Jugoslovenska vojska）第12“亚得里亚海”步兵师（12th Infantry Division Jadranska）和两个混合团协调行动，从本科瓦茨进攻，南斯拉夫王家陆军航空军（Vazduhoplovstvo Vojske Kraljevine Jugoslavije）第81轰炸机大队提供支援。南斯拉夫4月9日打响攻势，意大利战机从海上攻击希贝尼克，虽未直接命中，但连串攻击令贝尔格莱德号的右舷发动机失灵，南斯拉夫海军攻势瓦解。贝尔格莱德号在舰队残余护送下勉强开进科托尔湾维修，结果4月17日落入意大利人之手。

### 意大利
意大利人修整并改装贝尔格莱德号，艦橋新增辅助预测器，加装20毫米L/65布雷達M35機炮。1941年8月，贝尔格莱德号更名“塞贝尼科号”（Sebenico）纳入義大利皇家海軍，辗转意大利、爱琴海、北非航线，两年间执行上百次护航任务。1941年10月18日，英国乌苏拉号潜艇（HMS Ursula）在意大利兰佩杜萨岛附近击沉塞贝尼科号等舰艇保护的汽船。1942年3月29日，塞贝尼科号与三艘魚雷艇在布林迪西近海护送船队，英国普罗透斯号潜艇（HMS Proteus）击沉货船一艘。塞贝尼科号舰体中段探照灯和舰尾的辅助预测器至少保留至1942年中期。海军史学家迈克尔·惠特利（Michael J. Whitley）认为，塞贝尼科号在意大利海军服役末期很可能拆除舰尾的三联装鱼雷管加装高射炮，但具体情况无从考证。

### 德国
1943年9月義大利與盟國停戰，德国海军9月9日在威尼斯港俘获塞贝尼科号并更名“TA43号”（意为外国鱼雷艇43号），“TA”代表俘虏后在德军服役的外国舰船。舰艇落入德军之手时已经损坏，很可能是意大利船员有意为之。德军拆掉舰上一门三联装鱼雷管并加装七门37毫米高射炮，其中五门单装，两门装在双联装炮台上，另有两门单发20毫米舰炮。1945年2月，TA43号加入全部由俘虏驱逐舰和鱼雷艇组成的第9鱼雷艇区舰队，在北亚得里亚海护航和布雷。TA43至少在德军服役并保持战斗力至1945年4月1日，但基本没参与实战。
文献对TA43号的结局说法不一。罗杰·切斯诺（Roger Chesneau）声称南斯拉夫人民軍大砲1945年4月30日把的里雅斯特港的TA43号击沉，1946年6月舰体一度打捞上岸，估计是为排除航海隐患，一个月后又予凿沉。大卫·布朗（David Brown）认为TA43号1945年5月1日在的里雅斯特凿沉。毛里齐奥·布雷西亚（Maurizio Brescia）也称德军1945年5月1日在里雅斯特凿沉TA43号，后经打捞在1947年拆解。

## 脚注
1. ↑  Freivogel 2014，第83頁.
2. ↑  Freivogel 2014，第84頁.
3. ↑  Jarman 1997，第543頁.
4. ↑  Chesneau 1980，第357–358頁.
5. 1 2 3 4 5 6 7  Chesneau 1980，第357頁.
6. ↑  Preston, Jordan & Dent 2005，第99頁.
7. 1 2 3  Lenton 1975，第106頁.
8. ↑  Friedman 2011，第294頁.
9. 1 2 3  Jarman 1997，第738頁.
10. ↑  Campbell 1985，第394頁.
11. ↑  Freivogel & Grobmeier 2006，第362頁.
12. 1 2 3  Whitley 1988，第312頁.
13. ↑  Cernuschi & O'Hara 2005，第99頁.
14. ↑  Hoptner 1963，第156頁.
15. ↑  Niehorster 2016.
16. ↑  Brown 1995，第44頁.
17. ↑  Chesneau 1980，第301頁.
18. 1 2  Whitley 1988，第186頁.
19. 1 2  Brescia 2012，第134頁.
20. ↑  Rohwer & Hümmelchen 1992，第93頁.
21. ↑  Rohwer & Hümmelchen 1992，第133頁.
22. 1 2  Chesneau 1980，第358頁.
23. ↑  Brown 1995，第94頁.
24. 1 2  Mallmann Showell 1979，第93頁.
25. ↑  Rohwer & Hümmelchen 1992，第231頁.
26. ↑  Whitley 1988，第80頁.
27. ↑  O'Hara 2013，第181頁.
28. ↑  Brown 1995，第149頁.